# 9971 Ishihara
A 9971 Ishihara (ideiglenes jelöléssel 1993 HS) a Naprendszer kisbolygóövében található aszteroida. Endate Kin és Vatanabe Kazuró fedezte fel 1993. április 16-án.